# Auchy-au-Bois

Auchy-au-Bois este o comună în departamentul Pas-de-Calais, Franța. În 1 ianuarie 2022 avea o populație de 549 de locuitori.